# Dianga (Diabo)
Pour les articles homonymes, voir Dianga.
Dianga est une commune rurale située dans le département de Diabo de la province du Gourma dans la région de l'Est au Burkina Faso.

## Géographie
Dianga est situé à 6 km à l'Ouest de Diabo, le chef-lieu du département, sur la route menant à Lézotenga dans la province voisine du Kouritenga.

## Santé et éducation
Le centre de soins le plus proche de Dianga est le centre de santé et de promotion sociale (CSPS) de Diabo.